# 騎射場停留場
騎射場停留場（きしゃばていりゅうじょう）は、鹿児島県鹿児島市荒田二丁目にある鹿児島市電谷山線の停留場。使用する系統は鹿児島市電1系統のみである。かつて付近に薩摩藩の騎射場があったことが駅名の由来。

## 歴史
- 1912年（大正元年）12月1日：鹿児島電気軌道により設置される。
- 1928年（昭和3年）7月1日：鹿児島市電気局（現・鹿児島市交通局）に移管。

## 構造
- 2面2線の相対式ホーム。
- 両のりばに電車接近表示機及びアナウンスがある。
- 両のりばとも車椅子及び、電動車椅子はホーム幅が規定に足りないため不可。

### 乗り場
東側乗り場
- 1系統 - 郡元、脇田、谷山方面

西側乗り場
- 1系統 - 二中通、天文館、鹿児島駅前方面

### 駅施設
- 谷山方に渡り線を有する。

＊渡り線の先に折り返し用停止位置表示板が設置されている。

## 利用状況
| 年度   | 1日平均 乗降人員 |
| ------ | ---------------- |
| 2011年 | 1,866            |
| 2012年 | 1,823            |
| 2013年 | 1,868            |
| 2014年 | 1,854            |
| 2015年 | 1,825            |

## 周辺
騎射場

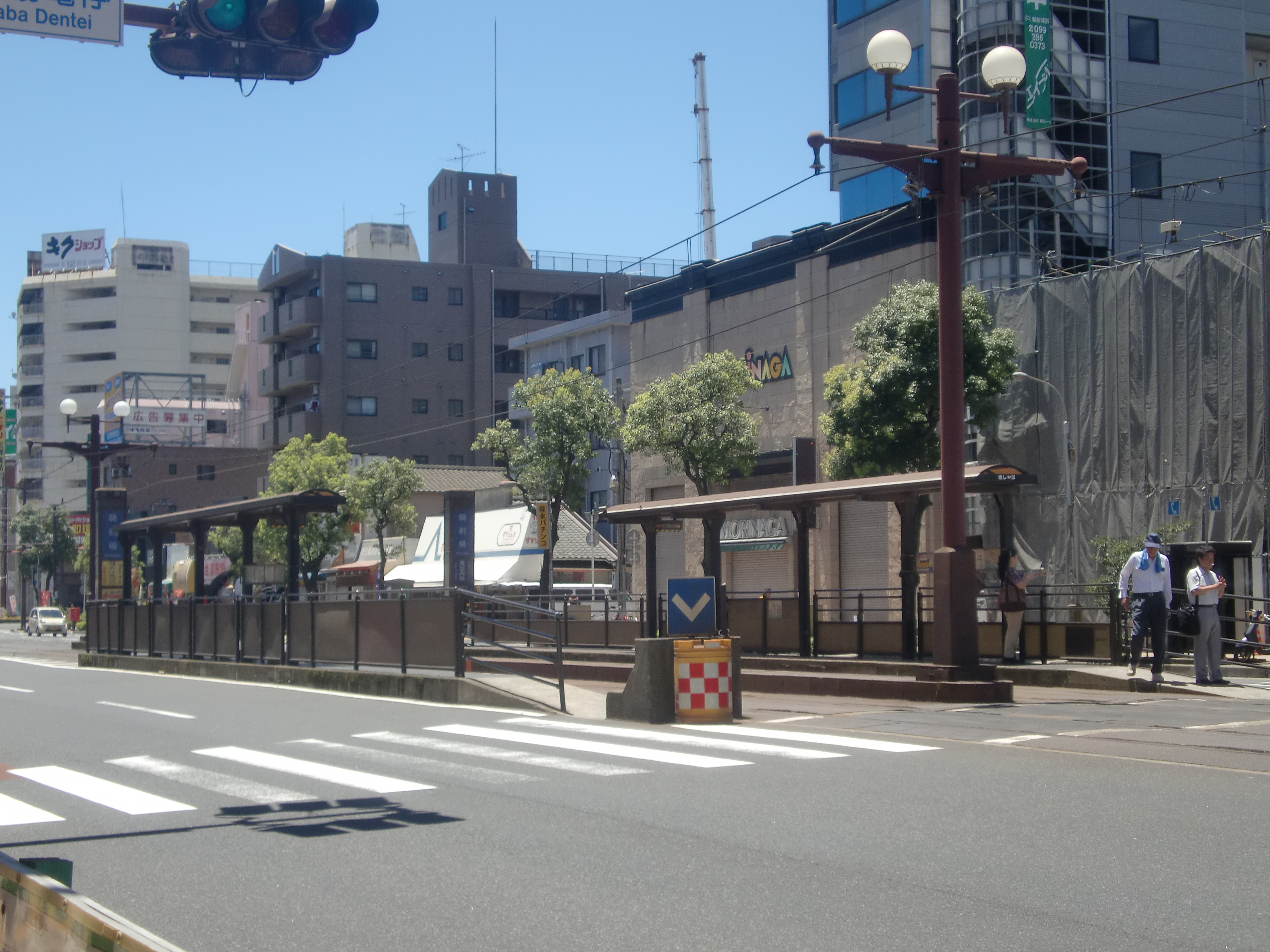
騎射場電停（2010年7月）

周辺は学生街の騎射場地域となっており、飲食店や居酒屋が集積する商業エリアが広がっている。
- 鹿児島大学下荒田キャンパス
- 鹿児島大学郡元キャンパス
- タイヨー 騎射場店
- あさひ騎射場店(旧ニシムタ騎射場店跡)
- 騎射場商店街
- 餃子の王将騎射場店
- ファミリーマート荒田二丁目店
- 鹿児島銀行鴨池支店
- 鹿児島県総合体育センター体育館

## バス路線
鹿児島交通と鹿児島市営バス、南国交通の騎射場バス停が利用可能である。
（下記は各系統の行先）

### 騎射場バス停
| 騎射場バス停（上り）−鹿児島県鹿児島市荒田二丁目   |                          |                        |            |
| 系統番号                                          | 経由地                   | 行先                   | 運行       |
| 1                                                 | 天文館・金生町           | 鹿児島駅前             | 鹿児島交通 |
| 2                                                 | 天文館・金生町           | 水族館前               | 鹿児島交通 |
| 2                                                 | 天文館・金生町           | 鹿児島駅前             | 鹿児島交通 |
| 4                                                 | 鹿児島中央駅・天文館     | 鹿児島駅前             | 鹿児島交通 |
| 5                                                 | 鹿児島中央駅・天文館     | 金生町                 | 鹿児島交通 |
| 6                                                 | 天文館                   | 金生町                 | 鹿児島交通 |
| 6-2                                               | 天文館・金生町           | 市役所前               | 鹿児島交通 |
| 7                                                 | 天文館                   | 金生町                 | 鹿児島交通 |
| 8                                                 | 天文館                   | 金生町                 | 鹿児島交通 |
| 9                                                 | 天文館・金生町           | 市役所前               | 鹿児島交通 |
| 14                                                | 天文館                   | 金生町                 | 鹿児島交通 |
| 15                                                | 天文館・金生町           | 市役所前               | 鹿児島交通 |
| 15                                                | 天文館・金生町           | 水族館前               | 鹿児島交通 |
| 15-3                                              | 天文館・金生町           | 市役所前               | 鹿児島交通 |
| 16                                                | 大門口                   | 金生町                 | 鹿児島交通 |
| 16                                                | 大門口                   | 鹿児島駅前             | 鹿児島交通 |
| 20-2                                              | 県庁前                   | 鴨池港                 | 鹿児島交通 |
| 23                                                | 天文館・金生町           | 鹿児島駅前             | 鹿児島交通 |
| 28-2                                              | 県庁前                   | 鴨池港                 | 鹿児島交通 |
| 32                                                | 新屋敷                   | 鹿児島中央駅           | 鹿児島交通 |
| 市10                                              | 県庁前                   | 鴨池港                 | 鹿児島市営 |
| 市11                                              | 郡元・三和町             | 鴨池港                 | 鹿児島市営 |
| 市20                                              | 県庁前                   | 鴨池港                 | 鹿児島市営 |
| 市28                                              | 県庁前                   | 鴨池港                 | 鹿児島市営 |
| 市29                                              | 県庁前                   | 鴨池港                 | 鹿児島市営 |
| N38                                               | 県庁前                   | 鴨池港                 | 南国交通   |
| 種別                                              | 経由地                   | 行先                   | 運行       |
| 特急                                              | 鹿児島中央駅・天文館     | 金生町                 | 鹿児島交通 |
| 準急                                              | 鹿児島中央駅・天文館     | 金生町                 | 鹿児島交通 |
| 普通                                              | 鹿児島中央駅・天文館     | 金生町                 | 鹿児島交通 |
| 普通                                              | 大門口                   | 金生町                 | 鹿児島交通 |
| 騎射場バス停（下り）−鹿児島県鹿児島市下荒田三丁目 |                          |                        |            |
| 系統番号                                          | 経由地                   | 行先                   | 運行       |
| 1                                                 | 県庁前・平川             | 平川星和台             | 鹿児島交通 |
| 2                                                 | 谷山駅前・坂之上         | 動物園                 | 鹿児島交通 |
| 4                                                 | 脇田・笹貫               | イオン鹿児島           | 鹿児島交通 |
| 4                                                 | イオン鹿児島・坂之上     | 慈眼寺団地             | 鹿児島交通 |
| 5                                                 | 七ツ島                   | 七ツ島1丁目            | 鹿児島交通 |
| 5                                                 | 谷山港・七ツ島           | 七ツ島1丁目            | 鹿児島交通 |
| 6                                                 | 恵比須中央・慈眼寺公園前 | 慈眼寺団地             | 鹿児島交通 |
| 6                                                 | 生協病院前・慈眼寺公園前 | 慈眼寺団地             | 鹿児島交通 |
| 6-2                                               | 新和田橋・慈眼寺公園前   | 慈眼寺団地             | 鹿児島交通 |
| 7                                                 | 坂之上・国際大学前       | 慈眼寺団地             | 鹿児島交通 |
| 8                                                 | 竹ノ迫・自由ヶ丘         | ふれあいスポーツランド | 鹿児島交通 |
| 8                                                 | 竹ノ迫・自由ヶ丘         | 中山団地中央           | 鹿児島交通 |
| 9                                                 | 郡元・日之出町           | 紫原                   | 鹿児島交通 |
| 14                                                | 郡元・脇田               | 大学病院前             | 鹿児島交通 |
| 15                                                | 市営プール前・郡元       | 紫原                   | 鹿児島交通 |
| 15                                                | 市営プール前・郡元       | 西紫原中学校下         | 鹿児島交通 |
| 15                                                | 市営プール前・郡元       | 西紫原中学校前         | 鹿児島交通 |
| 15-3                                              | 市営プール前・郡元       | 広木農協前             | 鹿児島交通 |
| 16                                                | 県庁前                   | 鴨池港                 | 鹿児島交通 |
| 20-1                                              | 鹿児島中央駅・広木農協前 | 星ヶ峯ニュータウン     | 鹿児島交通 |
| 23                                                | 県庁前                   | 鴨池港                 | 鹿児島交通 |
| 28-1                                              | 鹿児島中央駅・皇徳寺北口 | 皇徳寺郵便局前         | 鹿児島交通 |
| 32                                                | 県庁前                   | 鴨池港                 | 鹿児島交通 |
| 市28                                              | 千石馬場・下伊敷         | 伊敷団地               | 鹿児島市営 |
| 市29                                              | 千石馬場・下伊敷         | 交通局北営業所前       | 鹿児島市営 |
| N38                                               | 中之平・鹿児島高校前     | 明和                   | 南国交通   |
| 種別                                              | 経由地                   | 行先                   | 運行       |
| 特急                                              | 谷山駅前・川辺           | 枕崎                   | 鹿児島交通 |
| 準急                                              | 谷山駅前・伊作           | 加世田                 | 鹿児島交通 |
| 普通                                              | 谷山駅前                 | 伊作                   | 鹿児島交通 |
| 普通                                              | 谷山駅前・川辺高校       | 枕崎                   | 鹿児島交通 |
| 普通                                              | 谷山駅前・平川           | 特攻観音入口           | 鹿児島交通 |
| 普通                                              | 谷山駅前・平川           | 山川桟橋               | 鹿児島交通 |
| 騎射場バス停（下り）−鹿児島県鹿児島市鴨池一丁目   |                          |                        |            |
| 系統番号                                          | 経由地                   | 行先                   | 運行       |
| 市10                                              | 鹿大正門前・千石馬場     | 高齢者福祉センター伊敷 | 鹿児島市営 |
| 市11                                              | 鹿児島中央駅・水族館口   | 高齢者福祉センター伊敷 | 鹿児島市営 |
| 市20                                              | 鹿児島中央駅・伊敷団地   | 緑ヶ丘団地             | 鹿児島市営 |

## 隣の停留場
鹿児島市交通局
鹿児島市電1系統
荒田八幡停留場 - 騎射場停留場 - 鴨池停留場